# Clásica de Almería 2022
La 37.ª edición de la clásica ciclista Clásica de Almería fue una carrera en España que se celebró el 13 de febrero de 2022 sobre un recorrido de 188,2 kilómetros con inicio en el municipio almeriense de El Ejido y final en Roquetas de Mar.
La carrera formó parte del UCI ProSeries 2022, calendario ciclístico mundial de segunda división, dentro de la categoría UCI 1.Pro y fue ganada por el noruego Alexander Kristoff del Intermarché-Wanty-Gobert Matériaux. Completaron el podio, como segundo y tercer clasificado respectivamente, el francés Nacer Bouhanni del Arkéa Samsic y el italiano Giacomo Nizzolo del Israel-Premier Tech.

## Equipos participantes
Tomaron parte en la carrera 19 equipos: 8 de categoría UCI WorldTeam invitados por la organización y 11 de categoría UCI ProTeam. Formaron así un pelotón de 122 ciclistas de los que acabaron 112. Los equipos participantes fueron:
| WorldTeams (9)- AG2R Citroën Team - Astana Qazaqstan Team - Bora-Hansgrohe - EF Education-EasyPost - Intermarché-Wanty-Gobert Matériaux - Israel-Premier Tech - UAE Team Emirates - Cofidis - Movistar Team ProTeams (11)- Sport Vlaanderen-Baloise - Drone Hopper-Androni Giocattoli - Human Powered Health - Euskaltel-Euskadi - Arkéa-Samsic - Burgos-BH - Caja Rural-Seguros RGA - Equipo Kern Pharma - Eolo-Kometa - TotalEnergies - Bingoal Pauwels Sauces WB |
| |

## Clasificación final
- La clasificación finalizó de la siguiente forma:[3]

| \| Clasificación general \| Clasificación general \| Clasificación general \| Clasificación general \| Clasificación general \| \| Ciclista \| Ciclista \| Equipo \| Tiempo \| \| \| --------------------- \| --------------------- \| ---------------------------------- \| --------------------- \| --------------------- \| \| 1.º \| Alexander Kristoff \| Intermarché-Wanty-Gobert Matériaux \| 4 h 22 min 39 s \| \| \| 2.º \| Nacer Bouhanni \| Arkéa-Samsic \| + 0 s \| \| \| 3.º \| Giacomo Nizzolo \| Israel-Premier Tech \| + 0 s \| \| \| 4.º \| Stanisław Aniołkowski \| Bingoal Pauwels Sauces WB \| + 0 s \| \| \| 5.º \| Juan Sebastián Molano \| UAE Team Emirates \| + 0 s \| \| \| 6.º \| Simone Consonni \| Cofidis \| + 0 s \| \| \| 7.º \| Marijn van den Berg \| EF Education-EasyPost \| + 0 s \| \| \| 8.º \| Jules Hesters \| Sport Vlaanderen-Baloise \| + 0 s \| \| \| 9.º \| Vincenzo Albanese \| Eolo-Kometa \| + 0 s \| \| \| 10.º \| Max Kanter \| Movistar Team \| + 0 s \| \| |                       |                                    |                 |
| |                       |                                    |                 |
| Fuente: ProCyclingStats |                       |                                    |                 |
| Clasificación general |                       |                                    |                 |
| Ciclista | Ciclista              | Equipo                             | Tiempo          |
| 1.º | Alexander Kristoff    | Intermarché-Wanty-Gobert Matériaux | 4 h 22 min 39 s |
| 2.º | Nacer Bouhanni        | Arkéa-Samsic                       | + 0 s           |
| 3.º | Giacomo Nizzolo       | Israel-Premier Tech                | + 0 s           |
| 4.º | Stanisław Aniołkowski | Bingoal Pauwels Sauces WB          | + 0 s           |
| 5.º | Juan Sebastián Molano | UAE Team Emirates                  | + 0 s           |
| 6.º | Simone Consonni       | Cofidis                            | + 0 s           |
| 7.º | Marijn van den Berg   | EF Education-EasyPost              | + 0 s           |
| 8.º | Jules Hesters         | Sport Vlaanderen-Baloise           | + 0 s           |
| 9.º | Vincenzo Albanese     | Eolo-Kometa                        | + 0 s           |
| 10.º | Max Kanter            | Movistar Team                      | + 0 s           |

## Ciclistas participantes y posiciones finales
Convenciones:
- AB-N: Abandono en la etapa "N"
- FLT-N: Retiro por arribo fuera del límite de tiempo en la etapa "N"
- NTS-N: No tomó la salida para la etapa "N"
- DES-N: Descalificado o expulsado en la etapa "N"

## UCI World Ranking
La Clásica de Almería otorgó puntos para el UCI World Ranking para corredores de los equipos en las categorías UCI WorldTeam, UCI ProTeam y Continental. Las siguientes tablas son el baremo de puntuación y los corredores que obtuvieron puntos:
| Posición              | 1.º | 2.º | 3.º | 4.º | 5.º | 6.º | 7.º | 8.º | 9.º | 10.º | 11.º | 12.º | 13.º | 14.º | 15.º | 16.º-30.º | 31.º-40.º |
| Clasificación general | 200 | 150 | 125 | 100 | 85  | 70  | 60  | 50  | 40  | 35   | 30   | 25   | 20   | 15   | 10   | 5         | 3         |

| Clasificación |                       |                                    |         |
| Posición      | Ciclista              | Equipo                             | General |
| ------------- | --------------------- | ---------------------------------- | ------- |
| 1.º           | Alexander Kristoff    | Intermarché-Wanty-Gobert Matériaux | 200     |
| 2.º           | Nacer Bouhanni        | Arkéa Samsic                       | 150     |
| 3.º           | Giacomo Nizzolo       | Israel-Premier Tech                | 125     |
| 4.º           | Stanisław Aniołkowski | Bingoal Pauwels Sauces WB          | 100     |
| 5.º           | Juan Sebastián Molano | UAE Emirates                       | 85      |
| 6.º           | Simone Consonni       | Cofidis                            | 70      |
| 7.º           | Marijn van den Berg   | EF Education-EasyPost              | 60      |
| 8.º           | Jules Hesters         | Sport Vlaanderen-Baloise           | 50      |
| 9.º           | Vincenzo Albanese     | EOLO-KOMETA                        | 40      |
| 10.º          | Max Kanter            | Movistar                           | 35      |